# Niddabrücke Assenheim
Die Niddabrücke Assenheim ist eine Eisenbahnbrücke der elektrifizierten Hauptstrecke Friedberg–Hanau bei Streckenkilometer 6,3 und mit 300 Metern die längste Eisenbahnbrücke in Hessen außerhalb der Neubaustrecken.

## Geschichte
Erforderlich ist die Brücke an dieser Stelle, da die Strecke hier das breite Tal der Nidda mit Fluss und Flussaue kreuzt. Die Niddabrücke Assenheim trägt ihren Namen nach dem benachbarten Assenheim, heute ein Stadtteil von Niddatal.

### Historische Brücke

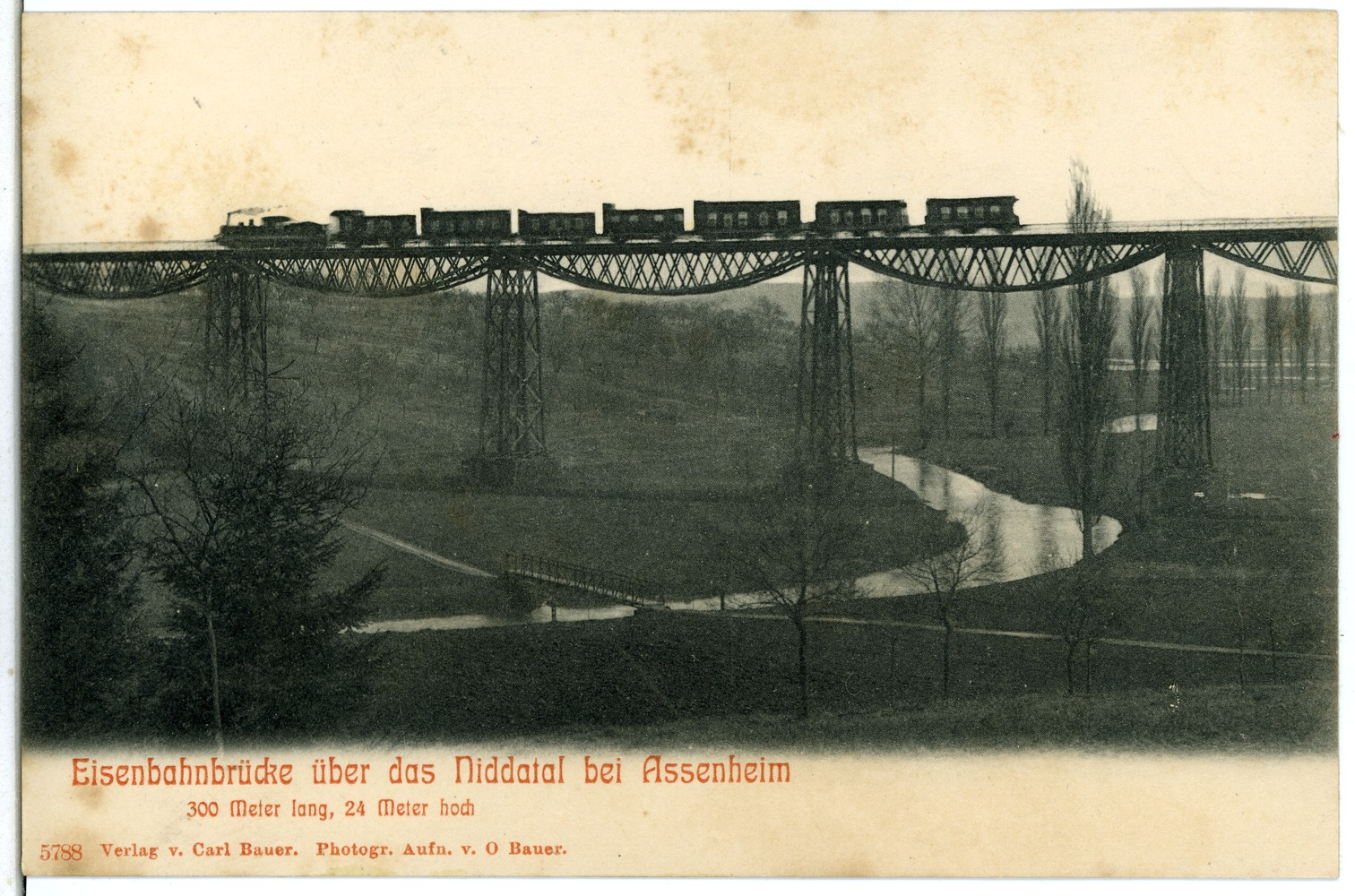
Niddabrücke (1905)

Die ursprüngliche Brücke von 1880/81 war der aufwändigste Kunstbau im Zuge der Strecke Friedberg–Hanau und Hauptursache dafür, dass deren nördlicher Abschnitt erst zwei Jahre nach dem südlichen eröffnet werden konnte. Diese erste Brücke – von Anfang an zweigleisig – hatte eine Höhe von 26 Metern und bestand aus neun je 32,5 Meter langen Eisenträgern in Fischbauchform, die auf ebenfalls eisernen Gitterpfeilern ruhten, die wiederum auf Steinfundamenten standen. Als nach dem Ersten Weltkrieg die Güterzugverbindung Ruhrgebiet – Bayern ausgebaut und unter anderem über die Strecke Friedberg–Hanau geführt wurde, erwies sich die Brücke für die hohe Belastung als zu schwach. Sie wurde durch einen Neubau ersetzt.

### Heutige Brücke
Die heutige Brücke wurde 1929 errichtet. Sie ist eine Eisen-Fachwerkbrücke, deren tragende Fachwerk-Kästen unterhalb der Fahrbahn liegen. Die Brücke hat 6 Segmente, die in der Mitte auf 5 Betonpfeilern aufliegen. Die Oberleitungsmaste auf der Brücke – elektrifiziert wurde die Strecke 1960 – sind jeweils auf den Brückenpfeilern aufgeständert. Zuletzt wurde die Brücke 2007/2008 grundlegend saniert.

## Wissenswert
Die Niddabrücke Assenheim ist ein Kulturdenkmal nach dem Hessischen Denkmalschutzgesetz.